# East Tisted
East Tisted est une paroisse civile et un village du Hampshire, en Angleterre.